# جنیفر وایت
جنیفر وایت (انگلیسی: Jennifer White؛ زاده ۷ فوریهٔ ۱۹۸۸) بازیگر پورنوگرافی اهل ایالات متحده آمریکا است.